# 기원전 제7천년기
기원전 제7천년기는 기원전 7000년부터 기원전 6001년까지이다. 농업은 아나톨리아에서 발칸 지역으로 퍼져나갔다.
세계 인구는 500만 명 정도로 안정적이었으며, 대부분은 수렵채집사회 지역에 거주하였다.